# Jean Vodaine
Jean Vodaine (rojen kot Vladimir Kaučič), slovensko-francoski pesnik, tiskar, tipograf, publicist in slikar, * 6. julij 1921, Čiginj, † 8. avgust 2006, Pont-à-Mousson, Francija.
Večji del svojega življenja je preživel v Franciji.

## Življenje

### Mladost
Vladimir Kaučič se je rodil 6. julija 1921 v skromni hiši na Čiginju blizu Volč na Tolminskem. Njegova starša sta bila Marija (roj. Mulič) in Rudolf Kaučič, imel je starejšo sestro Marijo. Kraje ob Soški fronti, med katere je spadal tudi Čiginj, je močno prizadela prva svetovna vojna, po njej pa je te kraje okupirala Italija. Rodil se je kot Federico Kavcic, skoraj celo življenje je ostal italijanski državljan.
Oče je imel čevljarsko delavnico, vendar bi moral, če bi hotel nadaljevati obrt, sprejeti fašistično strankarsko izkaznico. Ker tega ni hotel storiti, za družino doma ni bilo več gmotnega obstanka, zato so se odločili za selitev v Loreno. Dežela je po prvi svetovni vojni pripadla Franciji, vendar je tam živelo veliko Nemcev, tako je bilo slovenskim izseljencem selitev v tamkajšnje kraje vsaj z jezikovne plati nekoliko olajšana. Ob selitvi je bil Vodaine star tri leta, v Francijo (v mesto Basse-Yutz ob reki Mozeli) so prišli jeseni leta 1924. Njegov oče je sprejel triletno pogodbo v rudniku železove rude, pozneje je odprl svojo čevljarsko delavnico in trgovino. 
Vodaine se je pri očetu izučil za čevljarja, a ga to delo ni veselilo. Ob vstopu v šolo je imel to srečo, da tudi otroci domačinov knjižne francoščine niso obvladali; šele šola je iz njih ustrojila prave frankofone, Francoze. Vodaine je obiskoval katoliško deško šolo v Basse-Yutzu. Najprej do enajstega leta, nato pa se je moral vrniti med šolske klopi, saj je bila uvedena šolska obveznost za dečke do štirinajstega  leta. Leta 1933 je šolo zaključil, pet let pozneje je naredil še mojstrski izpit za čevljarja. Vsega drugega, kar je počel v življenju, se je naučil sam.
Po svojih besedah se ni nikoli ni asimiliral v Francoza, a se vendar ni nikdar v Franciji počutil tujca, ponosno je govoril, da je Slovenec, francoski jezik pa je vzel za svoj in pisal le v njem. Družina je vložila več prošenj za pridobitev francoskega državljanstva, a neuspešno. Vodaine je ostal italijanski državljan vse do 27. decembra leta 1985, ko je francoski premier podpisal odredbo, s katero mu je bilo dodeljeno francosko državljanstvo. "Napačno" državljanstvo ga je stalo tudi profesure na Šoli za lepe in uporabne umetnosti v Metzu. V šolah je lahko (za stalno) delal samo kader s francoskim državljanstvom. Vodaine je v sedemdesetih tri leta poučeval kot suplent, nato pa je bil primoran službo pustiti. 
Že zelo mlad je začel pisati, slikati in grafično ustvarjati. Leta 1947 je v Thionvillu izdal prvo pesniško zbirko z naslovom Rose et noir (Rožnato in črno), istega leta se je poročil s Charlotte Schoeneberg. Zbirko je objavil pod psevdonimom Jean Vodaine. Vodaine je pofrancozena oblika slovenskih besed "bod edn", ki mu jih je večkrat mama položila na srce – bodi nekdo, naredi nekaj iz sebe. Pridružil se je ustanovnim članom društva L'Art Populaire (slov. Ljudska umetnost), kjer je za delavce vodil tečaja risanja, dikcije ter režiral gledališko predstavo. Kupil je tiskarsko prešo in začel tiskati. Svoj prvi atelje je imel v opuščenem kurniku, tudi zato naj bi bile na njegovih slikah pozneje večkrat upodobljene kokoši. Za svojo drugo zbirko Le toron noir je dobil nagrado Verlaine in priznanje violette na pesniški akademiji Jeux floraux v Toulousu. Leto pozneje je dobil nagrado pomembne literarne revije Le Goéland. Z revijo in njenim urednikom Théophilom Briantom je pozneje veliko sodeloval, tiskal njegova dela, revija je bila pomembna tudi za bretonsko nacionalno gibanje. Iz bretonske naveze je izšlo tudi sodelovanje s takrat še neznanim Charlesom Le Quintrecom, čigar prvo pesniško zbirko je natisnil na svoji preši. Tiskal je tudi dela Julesa Mougina, ki je imel zaradi svojega poklica pozneje vzdevek pesnik-poštar, sicer pa je bil eden izmed predstavnikov smeri l'art brut, slogu katere je bil pozneje blizu Vodaine s svojim slikarskim delom.

### Na poti do umetnika
V naslednjih letih je spoznaval slavne umetnike in tiste na poti k slavi. Z nekaterimi se je spoprijateljil in še dolga leta ohranjal stik s pismi, ki so polna živahnega razpravljanja o literaturi. Sodeloval je v krogu francoskih pesnikov delavske poezije, zbranih okrog revije Poésie avec nous (slov. Poezija z nami), izšle so le tri številke. Ti pesniki-delavci so bili v Franciji številni, marsikatero njihovo delo je bilo dobre kakovosti, a so bili v višjih (pariških) literarnih krogih prezirani, njihova poezija je ostajala v mejah domačih (obrobnih) pokrajin. Leta 1950 je sodeloval na Sejmu pesnikov v Parizu (sejem, na katerem so lahko pesniki predstavili in prodajali svoje zbirke), kjer je svoja znanstva še razširil, med drugim je spoznal rojaka Vena Pilona. V naslednjih letih je sodeloval z velikimi imeni, kot so Jean Dubuffet, Anatole Jakovski in Gaston Chaissac. Leta 1951 je z Luksemburžanom Edmondom Dunom ustvaril svojo prvo literarno revijo Courrier de la poésie (slov. Pesniška kronika), ki pa ni doživela večjega odmeva, izšlo je osem številk. V petdesetih sta se mu rodila sin Jean-Luc in hči Muriel. Vodaine je ustvarjal ob svoji redni službi, ki je bila težaško fizično delo. Najprej je sicer prevzel očetovo čevljarsko delavnico, a jo je zaprl. Pozneje je delal kot nekvalificiran delavec v železarni, računovodja na gradbiščih in kot delavec pri obnovi železnic. Nekaj časa je delal kot tajnik pri založbi Caractères v Parizu, kadar je bilo treba, je sodeloval tudi pri tisku. Kot poslovilno darilo je 1955 iz službe domov prinesel novo tiskarsko prešo. Med delom pri ugledni založbi je zopet spoznaval takratno smetano francoskih umetnikov (npr. Tristana Tzaro). Ista založba je leta 1957 izdala njegovo zbirko Les pauvres heures (slov. Uboge ure). Ko se je vrnil v Basse-Yutz, je znova poskusil z literarno revijo, zopet z Edmondom Dunom, pridružil se jima je lokalni zgodovinar Adrien Printz. Namen revije je bil obogatiti kulturno življenje v regiji, prav regionalnost pa ji ni omogočala širšega dometa in preživetja, zato je po osmih številkah ugasnila. Imenovala se je La tour aux puces,  po slovensko Bolšji stolp.
Leta 1960 si je Vodaine v kraju Vitry-le-François (Šampanja) hudo poškodoval desno nogo, dvakrat so ga operirali, pet mesecev je bil v mavcu, nato pa je še zbolel. Poškodba ga je onesposobila za tri leta. Preselil se je v Montpellier, v mestu se je dobival s Fernandom Michelom (njegova žena je bila Lorenka), ki ga je naučil gravirati na karton in valovit papir. Prav on ga je prepričal, da lahko s tipografijo doseže umetniške učinke, ki so vredni prav toliko kot tisti, ki bi jih dosegel z litografijo (enim bolj cenjenih grafičnih postopkov). 1961 je natisnil zadnjo številko La tour aux puces in pripravil prvo številko nove revije Dire (slov. Reči ali Govorjenje), poleg tega pa še svojo novo zbirko Chants de Yutz (slov. Pesmi iz Yutza), vse to je počel še z nogo v mavcu. Star je bil štirideset let in vedel je, da zaradi poškodbe za fizično delo ne bo več sposoben. Pogumno se je odločil preživljati se z izdajanjem mednarodne literarne revije. 
Revijo Dire je zasnoval mednarodno, saj je vedel, da bo le tako dobil dovolj naročnikov za preživetje sebe in revije. Leta 1962 je izšla prva številka, a še brez uspeha. Jean Dubuffet je bil z njo zadovoljen, a je predlagal kar nekaj izboljšav. Tako druga številka vsebuje antologijo korejske poezije z lesorezi korejskega umetnika Son Tong Čina, ki je ravno takrat bival v Parizu. V tej prvi seriji je izšlo sedem številk revije. V njih so med drugim dela Jeana Dubuffeta, Julesa Mougina ter prevodi pesmi indijanskega plemena Navajos. V letu 1964 je Dubuffet odkupil Vodainovo sliko, prvo, ki mu jo je uspelo prodati. V kraju Sainte-Croix de Quintellargues je kupil hišo in začel novo serijo revije, v kateri pa je izšla le ena številka, bila je posvečena delu preminulega prijatelja Gastona Chaissaca. V Montepellieru je imel slabo izkušnjo z nekim lokalnim veljakom, ki naj bi mu skušal onemogočiti izdajanje, nekomu naj bi celo prepovedal prodajo tiskalnega stroja zanj (leta 1964 je dobil nagrado Mandat des Poètes in je za prejetih 4000 frankov hotel izvesti nakup). Ugodno je potem kupil stroj Phoenix iz leta 1900 pri nekem tiskarju v Marseillu, prevoz do Basse-Yutza, kamor se je vrnil 1965, je stal več kot stroj.
Leta 1966 je v Basse-Yutzu že tretjič izdal prvo številko revije Dire, s katero je vztrajal do leta 1984, revija je ostala tromesečnik. Vodaine je ohranjal njeno prepoznavno podobo velikega formata (21 x 14 cm) z bogatim tipografskim in grafičnim okrasom; vsaka stran revije je bila umetnina. Snoval in ustvarjal jo je sam, nekaj pomočnikov je imel le pri razmnoževanju. Pripravil je še vrsto drugih publikacij, ki imajo danes zaradi izjemnega ročnega dela in nizkih naklad veliko bibliografsko vrednost. V reviji je objavljal dela nekaterih največjih pisateljev tistega časa, dajal pa je priložnost tudi mlajšim in še neuveljavljenim avtorjem, revija je imela naklado okrog sto izvodov. V svoji karieri je objavil, tiskal ali s svojimi grafikami opremil dela velikanov, kot so, poleg prej omenjenih, Raymond Queneau, Ernest Hemingway, Rainer Maria Rilke (njegova dela je tudi prevajal v francoščino) in Georg Trakl. Nadaljeval je s pesnjenjem in slikanjem, bil je redka kombinacija pesnika in tiskarja (tipografa) v eni osebi. 

### Zasluge
Vodaine si je zadal nalogo, v delavsko Loreno vnesti več kulture in umetnosti. Izkoriščal je »križiščno« lego regije, kjer so se stikali nemški, francoski, belgijski, luksemburški in priseljenski umetniki. Dejstvo, da mu je uspelo izdajati cenjeno mednarodno literarno revijo v kraju, kot je Basse-Yutz, daleč od kulturne metropole Pariza (ne po kilometrih, temveč po duhu), je izjemen dosežek. Leta 1972 se je ločil od žene, nekaj časa je živel v vasici pri Metzu, nato se je preselil v Metz in končno v vasico Baslieux, kjer je ostal skoraj do smrti. Z neumornim delom in organiziranjem prireditev jo je spremenil v vas poezije. Medtem se je intenzivneje posvetil slikarstvu, razstavljal je po francoskih mestih in v tujini, tudi v Sloveniji. Prvič leta 1980 v ajdovski Pilonovi galeriji, zadnjič leta 2002 v Tolminskem muzeju. Še vedno je pesnil, tiskal in slikal in dobil vrsto nagrad, najbrž je ena najpomembnejših nagrada Stomps.  Zadnjo izdajo revije Dire leta 1984 je kronala pesniška prireditev na vlaku Strasbourg−Lyon. Leta 1980 mu je s sodelavci uspelo organizirati prvi festival poezije v Metzu, trajal je kar en mesec. Leta 1999 je prejel odlikovanje francoskega ministrstva za kulturo in naziv viteza umetnosti in literature. Vodil je ustvarjalne delavnice po francoskih krajih. V Baslieuxu in Basse-Yutzu so mu posvetili ulici. Nastal je tudi dokumentarec o njegovem življenju. Umrl je v domu upokojencev v Pont-à-Moussonu. Od leta 2013 v Baslieuxu deluje Association Jean Vodaine, ki skrbi za njegovo dediščino, ogledati pa si je mogoče tudi muzej.

## Slikarsko delo
Vodaine je vse življenje tudi slikal, več v zrelejših letih. Njegovo slikarsko delo še ni bilo zadovoljivo umetnostnozgodovinsko raziskano. Njegov slog je blizu smeri l'art brut. Zanimiva je anekdota, zakaj je začel slikati. Vodaine je pravil, da je imel pokvarjen televizor in ga je zato odneslo v slikanje s pikicami, kar je v domeni pointilizma. Zanikal je pointilizem in trdil, da uporablja »le optični učinek, ki ga dobi s pikami«. »Barve, ki jih vidimo, ne obstajajo, čeprav se je treba zelo približati, da to verjamemo. In ker so oči gledajočih različne, zazna vsakdo od njih drugačen optični učinek.« Njegova dela spominjajo na aboridžinske podobe iz Avstralije, zapisal je, da so njegove slike barbarskega porekla. Njegove slike in grafike so pisanih, živih barv, figure se zdijo kubistično deformirane. Ljub motiv so mu bili ptiči, sicer je v svojem slogu slikal tudi portrete, motive iz Lorene in še kaj. Slikal je tako velika kot majhna platna.

## Tipografsko delo
Pri tiskanju pesniških zbirk in revije Dire se je izražal tudi z umetnostjo tipografije. Njegova zgodnja besedila so tiskana tradicionalno, včasih tudi okorno. Na splošno je bil pri tiskanju knjig konservativen, duška si je dal pri reviji. Z vsako novo številko je bil bolj inovativen, nekonvencionalen in igriv. Večina revij je imela na naslovnici značilen odtis lesoreza logotipa Dire. Navadno je postavljal eno besedilo na eno stran. Od začetka je, v maniri srednjeveških rokopisov, poudarjal inicialke. V dekorativne namene se je poigraval z ločili, tiskal je mastne puščice, ki so simbolično usmerjale tok branja na naslednjo stran, spretno je izkoriščal zapogibe. Uporabljal je črke različnih velikosti in pisav, več pisav in velikosti v isti pesmi, celo besedi. Tu in tam je odtisnil kak tovarniško izdelan lesorez ali narobe obrnjen znak, npr. &. Dobro se je zavedal sposobnosti tipografije za manipulacijo semantične vrednosti. Kot izrazno sredstvo je uporabljal prazen prostor, belino ali pa dodatno poudaril presledke med besedami. Vodainovo razdruževanje tradicionalne forme natisnjene pesmi lahko povežemo s futurizmom. 

## Prevajanje z Venom Pilonom
Jean Vodaine je slovenske kraje zapustil pri treh letih, potem pa je obiskoval le francosko šolo. Njegov materni jezik je bila slovenščina, v krogu družine so govorili slovensko, vendar jezikovne možnosti ni nikoli razvil do te mere, da bi lahko razpravljal npr. o umetnosti. Kljub temu se je loteval prevajanja slovenske poezije. Za to ga je navdušil Veno Pilon. 
Veno Pilon je z Jeanom Vodainom prvič (posredno) prišel v stik leta 1950, ko je dobil knjižico Poésie slovène, Présentation de Jean Vodaine. Gre za dvanajststranski zvežčič s kratko spremno besedo Jeana Vodaina, enim Prešernovim sonetom, po eno pesmijo Levstika in Gregorčiča, dvema Kajuhovima in petimi Župančičevimi. Izšel je v Parizu v zbirki Escales. V spremni besedi je Vodaine pojasnil, od kod mu ljubezen do slovenske poezije. Mati mu je večkrat pripovedovala o slovenskih pesnikih, še posebej o Gregorčiču in njegovem veličastnem pogrebu, še bolj pomenljive in občudovanja vredne pa so naslednje besede: 

»Ko sem bil še čisto majhen in skoraj še nisem mislil na poezijo, vbadajoč se v neki francoski šoli z nepravilnimi glagoli, mi je vzbujal posebno radovednost zvezek v vijoličasti vezavi, ki ga je moja mati skrbno varovala v predalu. Nekega dne je ustregla moji radovednosti in mi zaupala, da je zapisala v ta zvezek najlepše pesmi slovenske literature in jim dostavila še druge, ki jih je bila sama spisala moja mati − pesnica, ob tem sem začel sanjariti in od tistega časa sem prebiral posamezne strani tega imenitnega zvezka v vijoličasti vezavi.« 
Vrednost prevodov je bolj kot v njihovi kakovosti videl v dobri volji in ljubezni do domače besede. Pilon je knjižico hlastno prebral, tudi on je prevode sodil za precej povprečne, a je dobil idejo, da bi sam napravil nekaj boljšega. Kasneje se je izkazalo, da Vodaine sploh ni avtor teh prevodov, da jih je, anonimne, dobil od jugoslovanskega konzula v Metzu z namenom, da jih spravi v red, kolikor je to pač mogoče, in jih izda.
Pilon in Vodaine sta se seznanila na Sejmu pesnikov leta 1950 v Parizu. Tedaj se je Pilon veliko ukvarjal s prevajanjem slovenske poezije v francoščino. V času Vodainove službe v Parizu sta se redno srečevala, potem pa sta ostala v rednem stiku s pismi. Pilon je takoj prepoznal Vodainov talent in pomen njegovega ustvarjalnega dela in si zelo prizadeval, da bi ga povezal s slovensko kulturo. Predstavil ga je slovenskim intelektualcem, ki so prihajali v Pariz, med drugim Kocbeku, Kozaku in Borku, ta je potem redno poročal o njegovem delu. Pozneje je Pilon organiziral, da so Vodaina spoznali tudi Slovenci v domovini, leta 1966 ga je povabil slovenski PEN, a se zaradi poškodbe vabilu ni mogel odzvati. Končno se je vrnil v domovino (prvič po selitvi) leta 1969, takrat so ga sprejeli v PEN-u, obiskal je sorodnike, Veno Pilon pa mu je pripravil nepozabno potovanje po deželi. Pilon in Vodaine sta sodelovala pri prevodih slovenske poezije v francoščino. Njuno največje skupno delo je L'Oracle peintres à Paris, Devinettes pour les amis curieux et connaisseurs (slov. Orakelj slikarjev, Uganke za radovedne prijatelje in poznavalce). Gre za zbirko 130 hudomušnih ugank, rešitve teh ugank so največja slikarska imena 20. stoletja, t. i. L'Ecole de Paris (Pariške šole). Zbirka je izšla leta 1968 v vsem razkošju Vodainove tipografije. Pilon je pozneje pripravil še slovensko izdajo, ki pa je izšla le v 50 izvodih in z manj ugankami (91 in 8 dodanih slovenskih slikarjev). Pilon si je zelo prizadeval, da bi izdal obširno antologijo slovenske poezije v francoščini. Žal je Pilon hudo zbolel, tako da velikega načrta nista mogla izpeljati. Antologija je bila največja želja Vena Pilona in bližali so se mu zadnji dnevi. Njegov sin Dominique je stopil v stik z Vodainom in mu položil na srce, naj zdaj vendarle nekaj natisne. Nastalo je delo Oeillets rouges pour Paris (slov. Rdeči nageljni za Pariz) z izborom slovenske poezije petnajstih pesnikov, ki opevajo Pariz, natisnjeni so bili 27. julija 1970. 
Kljub neuresničeni antologiji je Vodaine v Dire večkrat priobčil svojo in Pilonovo slovensko poezijo (včasih vzporedno tudi originale) in tako uspel z njo seznaniti svoje naročnike. Tako je npr. v sedmi številki nekaj strani posvečenih Kosovelu (osem prevodov, med njimi Ekstaza smrti in Brinjevka), leta 1966 ena Gradnikova in ena Zajčeva pesem, v jesensko-zimski številki leta 1967 pa sta izšli dve Gradnikovi in ena Krakarjeva pesem.

## Pesniško delo
Pesniško ustvarjanje Jeana Vodaina je ostalo v senci njegove tiskarske in tipografske umetnosti. Vodaine je bil v mladih letih eden od borcev za priznanje delavske poezije, zbranih okrog revije Poésie avec nous. A bi bilo zmotno misliti, da gre pri tej poeziji zgolj za opisovanje blišča in bede delavskega življenja, gre bolj za to, da so si ti pesniki‑delavci (kakor je bil Vodaine poète-cordonnier) prizadevali, da bi bila njihova bolj enakopravno obravnavana v primerjavi s poezijo iz visokih umetniških krogov. Vodaine je napisal veliko število pesniških zbirk, večino jih je oblikoval in natisnil sam v tipografsko razkošnih izdajah z nizko naklado.
Bil je mojster jezika, z velikim občutkom zanj, to nesporno velja za vse njegovo delo, njegova poezija postane še bolj živa v izdajah, ki jih je sam tipografsko oblikoval in tiskal. Je torej eden redkih pesnikov, ki je bil "popoln gospodar" vsebinske in vizualne podobe svoje poezije. Njegov opus ni le obsežen, ampak tudi raznolik. Pisal je tudi v tradicionalnih oblikah s pravilnimi rimami (kot npr. v Le jour se fera). Tudi teme so bolj tradicionalne. Prisluškuje naravi, jo opeva, primerja svoje občutke z dogajanjem v njej. Nagovarja luno, reko, metulje ali pa Boga nad oblaki. Posebej blizu sta mu bili živa in neživa narava njegove domače Lorene z okoliškimi kraji, opeva ju npr. v zbirkah Le toron noir  (slov. Črna trdnjava) in Rose et noir (slov. Rožnato in črno), kjer najdemo pesmi, kot sta Les peupliers … (o lorenskih topolih) ali La Moselle à Thionville. Kaže, da je bila Lorena s svojo pokrajino, Mozelo, ljudmi, vasmi, mesti in industrijo njegova največja muza. Pisal je o njenih značilnostih, naravnih in kulturnih znamenitostih, zgodovini, pesmi o rudarjih in celo o strojih iz tovarn. Nekatere od njih so bile uglasbene. V poznejših letih je pisal poezijo tudi v sodobnejših oblikah, blizu mu je bila pesem v prozi po Rimbaudovem vzoru. Ena od njih govori o dogodku iz Rimbaudovega življenja.
Kljub velikim idejam in zanesenjaštvu se je Vodaine dobro zavedal, kakšna je vloga poezije v sodobnem svetu. V intervjuju z Joejem Ryczkom je povedal, da je vloga pesnika v zahodnem svetu nična, da ga je nadomestil ameriški rock. Da poezija ni sveta stvar, da si z njo ne moremo služiti kruha, da pa je nekaj človeškega, nekaj, kar lahko človek po smrti pusti za seboj.
V slovenščini v knjižni obliki še ni nobenega prevoda Vodainove poezije, nastali so prevodi posameznih pesmi.

### Seznam pesniških zbirk
- Rose et noir, poèmes (Rožnato in črno), 1947.
- Le Toron noir (Črni zvitek žic), 1947.
- A travers la lucarne (Skozi luknjo v strehi), Editions revue Vent debout, 1949.
- L'Arbre retrouvé (Spet najdeno drevo), 1951.
- Le Jour se Fera (Naredil se bo dan), 1951.
- Pas de pitié pour les feuilles mortes (Brez milosti za mrtve liste), 1952.
- Le Bon Dieu à Crédit (Dobri Bog na kredit), 1955.
- Les Pauvres Heures (Revne ure), 1957.
- Les Chants de Yutz (Pesmi iz Yutza), 1961.
- Petits Agglos de mots périmés (Mali skladi zastaranih besed), 1972.
- Sérénade pour un chien endormi (Serenada za spečega psa), 1979.
- Les Maixines (Meksine), 1985.
- Quattre Photos du Profil droit (Štiri fotografije desnega profila), 1996.